# 大町停留場 (北海道)
大町停留場（日语：／ Ōmachi teiryūjō */?）是位於日本北海道函館市大町3番地先（往函館船塢前方向）、大町7番地（往十字街方向），函館市交通局（函館市電）本線沿線的電車站。

## 歷史
- 1913年（大正2年）10月30日 - 彌生坂下站開始營業。
- 日期不明 - 改稱為大町站。

## 車站構造
本站擁有2個月台（側式月台）、2條電車路線（相反方向）。本站至1985年10月前曾設置安全地帶。現在位於車站前電線杆的「電車站」看板仍然保留著。

## 車站周邊
- 北海道道457號函館漁港線
- 函館西警察署彌生派出所
- 函館大町郵政局
- 西碼頭
- 綠之島
- 函館市臨海研究所（舊函館西警察署）
- 「箱館丸」（修復船）
- 彌生小學
- MORICH CLEANING 總店（創辦於明治32年的老店）
- 函館巴士「彌生町」站

## 相鄰停留場
函館市交通局
本線
末廣町（D21）－大町（D22）－函館船塢前（D23）

## 外部連結
- 車站情報 - 大町（日文）